# Johann Lindemann (Kirchenmusiker)
Johann Lindemann (* um 1550 in Gotha; † 1630 ebenda) war ein deutscher Kirchenlieddichter und -Komponist.

## Leben
Johann Lindemann wurde um 1550 in Gotha geboren; laut Christian Gottlieb Jöcher war er ein Sohn des Pädagogen Cyriacus Lindemann, der ADB-Autor Albert Schumann hingegen behauptet, Lindemann sei ein Sohn von Nikolaus Lindemann gewesen, welcher wiederum Bruder von Cyriacus war. Über Johann Lindemanns Leben ist auch weiter nicht viel bekannt, er war Magister der Philosophie, außerdem war er Lehrer und seit 1580 Kantor in Gotha. Dieses Amt hielt er bis zu seinem Tode 1630 inne.
Lindemann wird mit den deutschen Fassungen der Lieder In dir ist Freude in allem Leide und Jesu, wollst uns weisen in Verbindung gebracht, die italienischen Balletti von Giovanni Giacomo Gastoldi entstammen. Früher schrieb man Lindemann auch die Verfasserschaft der Texte zu, doch dies stimmt nicht. Ob er überhaupt selber gedichtet hat, ist zweifelhaft. Die Texte, die von Cyriacus Schneegaß stammen, wurden in der älteren Literatur Lindemann zugeschrieben, da sie erstmals in der 1598 von Lindemann herausgegebenen Sammlung Amorum Filii erschienen. Der unbekannte Autor der ADB urteilte, das Lied Herr Jesu, sei gepreiset habe den größten Anspruch auf eine Verfasserschaft Lindemanns; Albert Schumann meint demgegenüber, es sei „ohne Zweifel von L[indemann] verfaßt“.

## Werke
- Amorum Filii Dei Decades Duae (1594, 1596 und 1598; drei Bände; eine Sammlung von Kirchenliedern, die teils von Lindemann überarbeitet wurden)